# Broughton (Oxfordshire)
Pour les articles homonymes, voir Broughton.
Broughton est une paroisse civile et un village de l'Oxfordshire, en Angleterre.